# Mistrzostwa Europy w Koszykówce Mężczyzn 2013 (eliminacje)/Grupa F

## Tabela
| Poz. | Reprezentacja | Pkt | Mecze | Mecze | Mecze | Punkty | Punkty | Punkty |                             |
| Poz. | Reprezentacja | Pkt | M     | Z     | P     | zdob.  | str.   | bilans | bilans bezpośrednich meczów |
| ---- | ------------- | --- | ----- | ----- | ----- | ------ | ------ | ------ | --------------------------- |
| 1    | Włochy        | 16  | 8     | 8     | 0     | 638    | 496    | +142   |                             |
| 2    | Turcja        | 13  | 8     | 5     | 3     | 617    | 568    | +49    | 1-1 (+5)                    |
| 3    | Czechy        | 13  | 8     | 5     | 3     | 565    | 551    | +14    | 1-1 (-5)                    |
| 4    | Białoruś      | 10  | 8     | 2     | 6     | 553    | 626    | -73    |                             |
| 5    | Portugalia    | 8   | 8     | 0     | 8     | 523    | 655    | -132   |                             |

## Wyniki spotkań
Godziny rozpoczęcia spotkań to godziny czasu lokalnego
| 15 sierpnia 201219:30 | Białoruś                                                                   | 65:73(18:19, 12:20, 23:14, 12:20) | Czechy                                                       | Pałac Sportu, Mińsk Widzów: 1600 Sędzia: Tomasz Trawicki (POL), Lahdo Sharro (SWE), Johannes Sarekoski (FIN) |
| 15 sierpnia 201219:30 | Pkt:Aliaksandr Kudrautsau 16 Zb:Pavel Ulyanko 9 As:Aliaksandr Kudrautsau 4 | 65:73(18:19, 12:20, 23:14, 12:20) | Pkt:David Jelínek 16 Zb:Luboš Bartoň 9 As:Tomáš Satoranský 9 | Pałac Sportu, Mińsk Widzów: 1600 Sędzia: Tomasz Trawicki (POL), Lahdo Sharro (SWE), Johannes Sarekoski (FIN) |

| 15 sierpnia 201220:30 | Włochy                                                            | 97:45(24:7, 26:13, 25:9, 22:16) | Portugalia                                                          | Palasport Roberta Serradimigni, Sassari Widzów: 2212 Sędzia: Miguel Perez Perez (ESP), David Chambon (FRA), Sinisa Herceg (CRO) |
| 15 sierpnia 201220:30 | Pkt:Pietro Aradori 21 Zb:Danilo Gallinari 9 As:Danilo Gallinari 3 | 97:45(24:7, 26:13, 25:9, 22:16) | Pkt:João Gomes 9 Zb:Joao Gomes 8 As:Miguel Minhava, Nuno Oliveira 2 | Palasport Roberta Serradimigni, Sassari Widzów: 2212 Sędzia: Miguel Perez Perez (ESP), David Chambon (FRA), Sinisa Herceg (CRO) |

| 18 sierpnia 201217:00 | Turcja                                                 | 77:74(19:18, 17:18, 24:12, 17:26) | Białoruś                                                                   | Ankara Arena, Ankara Widzów: 4573 Sędzia: Antonio Conde (ESP), Marek Cmikiewicz (POL), Petar Obradovic (BIH) |
| 18 sierpnia 201217:00 | Pkt:Semih Erden 20 Zb:Semih Erden 6 As:Emir Preldžić 5 | 77:74(19:18, 17:18, 24:12, 17:26) | Pkt:Aliaksandr Kudrautsau 21 Zb:Pavel Ulyanko 5 As:Aliaksandr Kudrautsau 5 | Ankara Arena, Ankara Widzów: 4573 Sędzia: Antonio Conde (ESP), Marek Cmikiewicz (POL), Petar Obradovic (BIH) |

| 18 sierpnia 201220:30 | Czechy                                                      | 53:63(19:16, 10:19, 8:9, 16:19) | Włochy                                                               | City Sports Hall, Chomutov Widzów: 1735 Sędzia: Christos Christodoulou (GRE), Grzegorz Ziemblicki (POL), Anton Makhlin (RUS) |
| 18 sierpnia 201220:30 | Pkt:Jakub Houška 14 Zb:Jakub Houška 8 As:Tomáš Satoranský 5 | 53:63(19:16, 10:19, 8:9, 16:19) | Pkt:Danilo Gallinari 13 Zb:Andrea Cinciarini 8 As:Danilo Gallinari 3 | City Sports Hall, Chomutov Widzów: 1735 Sędzia: Christos Christodoulou (GRE), Grzegorz Ziemblicki (POL), Anton Makhlin (RUS) |

| 21 sierpnia 201220:30 | Włochy                                                                       | 78:69(14:18, 18:18, 19:19, 27:14) | Turcja                                                                   | Palasport Roberta Serradimigni, Sassari Widzów: 4000 Sędzia: Juan Arteaga (ESP), Ilija Belosevic (SRB), Sreten Radovic (CRO) |
| 21 sierpnia 201220:30 | Pkt:Luigi Datome 23 Zb:Danilo Gallinari 11 As:Luigi Datome, Daniel Hackett 3 | 78:69(14:18, 18:18, 19:19, 27:14) | Pkt:Emir Preldžić, Ilkan Karaman 14 Zb:Semih Erden 10 As:Emir Preldžić 4 | Palasport Roberta Serradimigni, Sassari Widzów: 4000 Sędzia: Juan Arteaga (ESP), Ilija Belosevic (SRB), Sreten Radovic (CRO) |

| 21 sierpnia 201221:45 | Portugalia                                             | 67:74(10:24, 24:19, 12:15, 21:16) | Czechy                                                         | Complexo Dos Desportos Cidade De Almada, Feijo Widzów: 1500 Sędzia: Dubravko Muhvic (CRO), Francisco Araña (ESP), Francis Santos (GIB) |
| 21 sierpnia 201221:45 | Pkt:Jaime Silva 20 Zb:Paulo Cunha 7 As:Tomas Barroso 5 | 67:74(10:24, 24:19, 12:15, 21:16) | Pkt:Petr Benda 18 Zb:Tomáš Satoranský 10 As:Tomáš Satoranský 9 | Complexo Dos Desportos Cidade De Almada, Feijo Widzów: 1500 Sędzia: Dubravko Muhvic (CRO), Francisco Araña (ESP), Francis Santos (GIB) |

| 24 sierpnia 201219:30 | Białoruś                                                                                                | 63:84(16:22, 17:17, 10:19, 20:26) | Włochy                                                                    | Pałac Sportu, Mińsk Widzów: 1600 Sędzia: Olegs Latisevs (LAT), Oliver Krause (GER), Roman Ponomarenko (UKR) |
| 24 sierpnia 201219:30 | Pkt:Aliaksandr Kudrautsau 19 Zb:Aliaksei Trastsinetski, Arciom Parachouski 5 As:Aliaksandr Kudrautsau 5 | 63:84(16:22, 17:17, 10:19, 20:26) | Pkt:Luigi Datome 22 Zb:Marco Cusin, Luigi Datome 6 As:Andrea Cinciarini 4 | Pałac Sportu, Mińsk Widzów: 1600 Sędzia: Olegs Latisevs (LAT), Oliver Krause (GER), Roman Ponomarenko (UKR) |

| 24 sierpnia 201220:30 | Turcja                                                  | 74:62(17:17, 25:14, 20:17, 12:14) | Portugalia                                                       | Ankara Arena, Ankara Widzów: 9780 Sędzia: Vicente Bulto (ESP), Marko Juras (SRB), Igor Dragojevic (MNE) |
| 24 sierpnia 201220:30 | Pkt:Semih Erden 19 Zb:Ilkan Karaman 7 As:Ender Arslan 6 | 74:62(17:17, 25:14, 20:17, 12:14) | Pkt:Joao Gomes 19 Zb:Cláudio Fonseca 10 As:Mário-Gil Fernandes 3 | Ankara Arena, Ankara Widzów: 9780 Sędzia: Vicente Bulto (ESP), Marko Juras (SRB), Igor Dragojevic (MNE) |

| 27 sierpnia 201220:15 | Czechy                                                                     | 82:64(21:19, 14:11, 22:18, 25:16) | Turcja                                                               | City Sports Hall, Chomutov Widzów: 2200 Sędzia: Robert Lottermoser (GER), Milan Mazic (SRB), Tomislav Hordov (CRO) |
| 27 sierpnia 201220:15 | Pkt:Tomáš Satoranský 16 Zb:Petr Benda 10 As:Petr Benda, Tomáš Satoranský 5 | 82:64(21:19, 14:11, 22:18, 25:16) | Pkt:Kerem Gönlüm, Semih Erden 13 Zb:Semih Erden 7 As:Emir Preldžić 6 | City Sports Hall, Chomutov Widzów: 2200 Sędzia: Robert Lottermoser (GER), Milan Mazic (SRB), Tomislav Hordov (CRO) |

| 27 sierpnia 201220:30 | Portugalia                                                          | 75:82(15:28, 22:16, 20:14, 18:24) | Białoruś                                                                        | Sports Hall Multiusos de Fafe, Fafe Widzów: 500 Sędzia: Daniel Hierrezuelo (ESP), Keith Williams (ENG), Csaba Cziffra (HUN) |
| 27 sierpnia 201220:30 | Pkt:Mário-Gil Fernandes 19 Zb:Joao Gomes 8 As:Mário-Gil Fernandes 4 | 75:82(15:28, 22:16, 20:14, 18:24) | Pkt:Arciom Parachouski 19 Zb:Aliaksandr Kudrautsau 6 As:Aliaksandr Kudrautsau 9 | Sports Hall Multiusos de Fafe, Fafe Widzów: 500 Sędzia: Daniel Hierrezuelo (ESP), Keith Williams (ENG), Csaba Cziffra (HUN) |

| 30 sierpnia 201317:45 | Czechy                                                  | 79:72(16:25, 15:10, 26:16, 22:21) | Białoruś                                                                                      | City Sports Hall, Chomutov Widzów: 1850 Sędzia: Srdan Dozai (CRO), Igor Mitrovski (MKD), Dragan Kralj (BIH) |
| 30 sierpnia 201317:45 | Pkt:Luboš Bartoň 23 Zb:Luboš Bartoň 10 As:Jiří Welsch 9 | 79:72(16:25, 15:10, 26:16, 22:21) | Pkt:Arciom Parachouski 15 Zb:Dzianis Korshuk, Arciom Parachouski 6 As:Aliaksandr Kudrautsau 6 | City Sports Hall, Chomutov Widzów: 1850 Sędzia: Srdan Dozai (CRO), Igor Mitrovski (MKD), Dragan Kralj (BIH) |

| 30 sierpnia 201220:30 | Portugalia                                         | 70:82(9:22, 10:16, 23:21, 28:23) | Włochy                                                      | Multisports Hall Dr. Mario Mexia, Coimbra Widzów: 500 Sędzia: Antonio Conde (ESP), Nicolas Maestre (FRA), Neil Wilkinson (ENG) |
| 30 sierpnia 201220:30 | Pkt:Joao Gomes 22 Zb:Joao Gomes 10 As:Joao Gomes 3 | 70:82(9:22, 10:16, 23:21, 28:23) | Pkt:Danilo Gallinari 18 Zb:Luigi Datome 6 As:Luigi Datome 2 | Multisports Hall Dr. Mario Mexia, Coimbra Widzów: 500 Sędzia: Antonio Conde (ESP), Nicolas Maestre (FRA), Neil Wilkinson (ENG) |

| 2 września 201219:30 | Białoruś                                                                                     | 62:91(15:25, 14:24, 23:20, 10:22) | Turcja                                                 | Pałac Sportu, Mińsk Widzów: 2500 Sędzia: Grzegorz Ziemblicki (POL), Mindaugas Vecerskis (LTU), Oskars Lucis (LAT) |
| 2 września 201219:30 | Pkt:Aliaksandr Kudrautsau, Arciom Parachouski 18 Zb:Arciom Parachouski 6 As:Dante Stiggers 3 | 62:91(15:25, 14:24, 23:20, 10:22) | Pkt:Semih Erden 20 Zb:Semih Erden 9 As:Emir Preldžić 8 | Pałac Sportu, Mińsk Widzów: 2500 Sędzia: Grzegorz Ziemblicki (POL), Mindaugas Vecerskis (LTU), Oskars Lucis (LAT) |

| 2 września 201220:30 | Włochy                                                            | 68:56(20:14, 22:12, 15:12, 11:18) | Czechy                                             | Palasport "Cesare Rubini" Trieste, Triest Widzów: 4000 Sędzia: Milivoje Jovcic (SRB), Renaud Geller (BEL), Barry Peters (NED) |
| 2 września 201220:30 | Pkt:Pietro Aradori 16 Zb:Pietro Aradori 6 As:Stefano Mancinelli 4 | 68:56(20:14, 22:12, 15:12, 11:18) | Pkt:Petr Benda 12 Zb:Petr Benda 9 As:Jiří Welsch 5 | Palasport "Cesare Rubini" Trieste, Triest Widzów: 4000 Sędzia: Milivoje Jovcic (SRB), Renaud Geller (BEL), Barry Peters (NED) |

| 5 września 201220:00 | Czechy                                                               | 90:71(21:24, 32:12, 13:19, 24:16) | Portugalia                                                | City Sports Hall, Chomutov Widzów: 2000 Sędzia: Matej Boltauzer (SLO), Ingus Baumanis (LAT), Miodrag Licina (SRB) |
| 5 września 201220:00 | Pkt:David Jelínek 25 Zb:Petr Benda 6 As:Jiří Welsch, Pavel Pumprla 6 | 90:71(21:24, 32:12, 13:19, 24:16) | Pkt:Joao Santos Zb:Paulo Cunha 8 As:Mário-Gil Fernandes 7 | City Sports Hall, Chomutov Widzów: 2000 Sędzia: Matej Boltauzer (SLO), Ingus Baumanis (LAT), Miodrag Licina (SRB) |

| 5 września 201220:00 | Turcja                                                | 82:83(21:17, 23:14, 18:25, 20:27) | Włochy                                                                               | Kadir Has Kongre ve Spor Merkezi, Kayseri Widzów: 6250 Sędzia: Srdan Dozai (CRO), Aleksandar Glisic (SRB), Gili Cohen (ISR) |
| 5 września 201220:00 | Pkt:Semih Erden 14 Zb:Semih Erden 6 As:Ender Arslan 5 | 82:83(21:17, 23:14, 18:25, 20:27) | Pkt:Pietro Aradori, Danilo Gallinari 19 Zb:Danilo Gallinari 6 As:Andrea Cinciarini 3 | Kadir Has Kongre ve Spor Merkezi, Kayseri Widzów: 6250 Sędzia: Srdan Dozai (CRO), Aleksandar Glisic (SRB), Gili Cohen (ISR) |

| 8 września 201220:30 | Włochy                                                                | 83:58(23:15, 25:17, 16:12, 19:14) | Białoruś                                                                                      | Palasport "Cesare Rubini" Trieste, Triest Widzów: 4000 Sędzia: Robert Lottermoser (GER), Tomasz Trawicki (POL), Ognjen Jokic (MNE) |
| 8 września 201220:30 | Pkt:Danilo Gallinari 16 Zb:Danilo Gallinari 12 As:Andrea Cinciarini 4 | 83:58(23:15, 25:17, 16:12, 19:14) | Pkt:Aliaksandr Kudrautsau 12 Zb:Dzianis Korshuk, Aliaksei Trastsinetski 5 As:Dante Stiggers 6 | Palasport "Cesare Rubini" Trieste, Triest Widzów: 4000 Sędzia: Robert Lottermoser (GER), Tomasz Trawicki (POL), Ognjen Jokic (MNE) |

| 8 września 201220:30 | Portugalia                                                                       | 69:79(21:17, 10:18, 21:12, 17:32) | Turcja                                                     | Multisports Hall Dr. Mario Mexia, Coimbra Widzów: 600 Sędzia: Oliver Krause (GER), Renaud Geller (BEL), Marius Ciulin (ROU) |
| 8 września 201220:30 | Pkt:Cláudio Fonseca 20 Zb:Cláudio Fonseca, Joao Gomes 8 As:Mário-Gil Fernandes 6 | 69:79(21:17, 10:18, 21:12, 17:32) | Pkt:İlkan Karaman 21 Zb:İlkan Karaman 11 As:Dogus Balbay 4 | Multisports Hall Dr. Mario Mexia, Coimbra Widzów: 600 Sędzia: Oliver Krause (GER), Renaud Geller (BEL), Marius Ciulin (ROU) |

| 11 września 201219:00 | Turcja                                                  | 81:58(25:17, 19:9, 21:14, 16:18) | Czechy                                                        | Ülker Sports Arena, Stambuł Widzów: 9340 Sędzia: Damir Javor (SLO), Milija Vojinovic (SRB), Tomislav Vovk (CRO) |
| 11 września 201219:00 | Pkt:Semih Erden 21 Zb:Semih Erden 11 As:Emir Preldžić 6 | 81:58(25:17, 19:9, 21:14, 16:18) | Pkt:Tomáš Satoranský 15 Zb:Ondrej Balvín 6 As:Pavel Pumprla 3 | Ülker Sports Arena, Stambuł Widzów: 9340 Sędzia: Damir Javor (SLO), Milija Vojinovic (SRB), Tomislav Vovk (CRO) |

| 11 września 201219:30 | Białoruś                                                                       | 77:64(21:15, 17:17, 16:19, 23:13) | Portugalia                                                            | Pałac Sportu, Mińsk Widzów: 1100 Sędzia: Jurgis Laurinavicius (LTU), Evgeny Vetrov (RUS), Andris Aunkrogers (LAT) |
| 11 września 201219:30 | Pkt:Aliaksandr Pustahvar 21 Zb:Arciom Parachouski 8 As:Aliaksandr Kudrautsau 9 | 77:64(21:15, 17:17, 16:19, 23:13) | Pkt:Cláudio Fonseca 22 Zb:Cláudio Fonseca 8 As:Mário-Gil Fernandes 10 | Pałac Sportu, Mińsk Widzów: 1100 Sędzia: Jurgis Laurinavicius (LTU), Evgeny Vetrov (RUS), Andris Aunkrogers (LAT) |